# بين شو
بين شو (بالإنجليزية: Ben Shaw)‏ هو ناشط وسياسي بريطاني (وحمل سابقاً جنسية المملكة المتحدة لبريطانيا العظمى وأيرلندا)، ولد في 1865، وتوفي في 1942.